# Ernyős liliomfa
Az ernyős liliomfa (Magnolia tripetala) a liliomfafélék (Magnoliaceae) családjába tartozó fafaj.

## Származása, élőhelye
Az USA keleti része, sűrű erdők.

## Leírása
Lombhullató, terebélyes, 12 méter magas fa. Visszástojásdad, elliptikus levelei 50 cm hosszúak, 20 cm szélesek, elkeskenyedő vállúak, hegyes csúcsúak. Felszínük sötétzöld, fonákjuk szürkészöld, szőrös. Nagy, hajtásvégi örvökben állnak.
Halványszürke, sima kérge van. Virágai krémszínűek, 20 cm átmérőjűek, átható illatúak. Rendszerint 12 keskeny, kiterülő leplűek. Lomfakadáskor tavasz végén, nyár elején nyílnak. A jellegzetes, karcsú rügyekből először a három külső lepel jelenik meg.
Termése hengeres, rózsásvörös, tobozképű terméscsoport.
A virágok intenzív illata kellemetlen is lehet.

## Képek

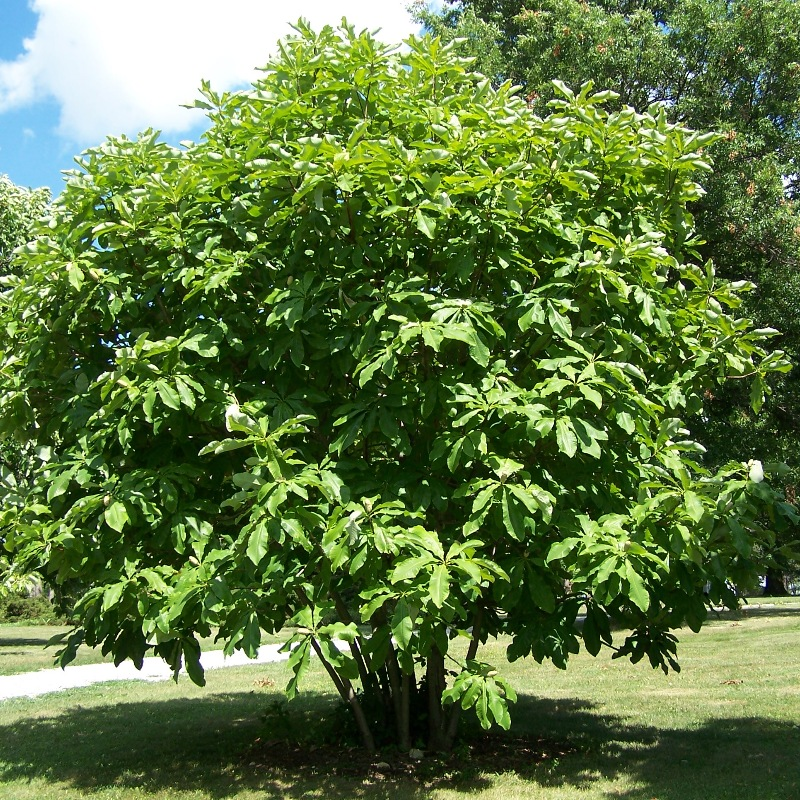
Habitusa
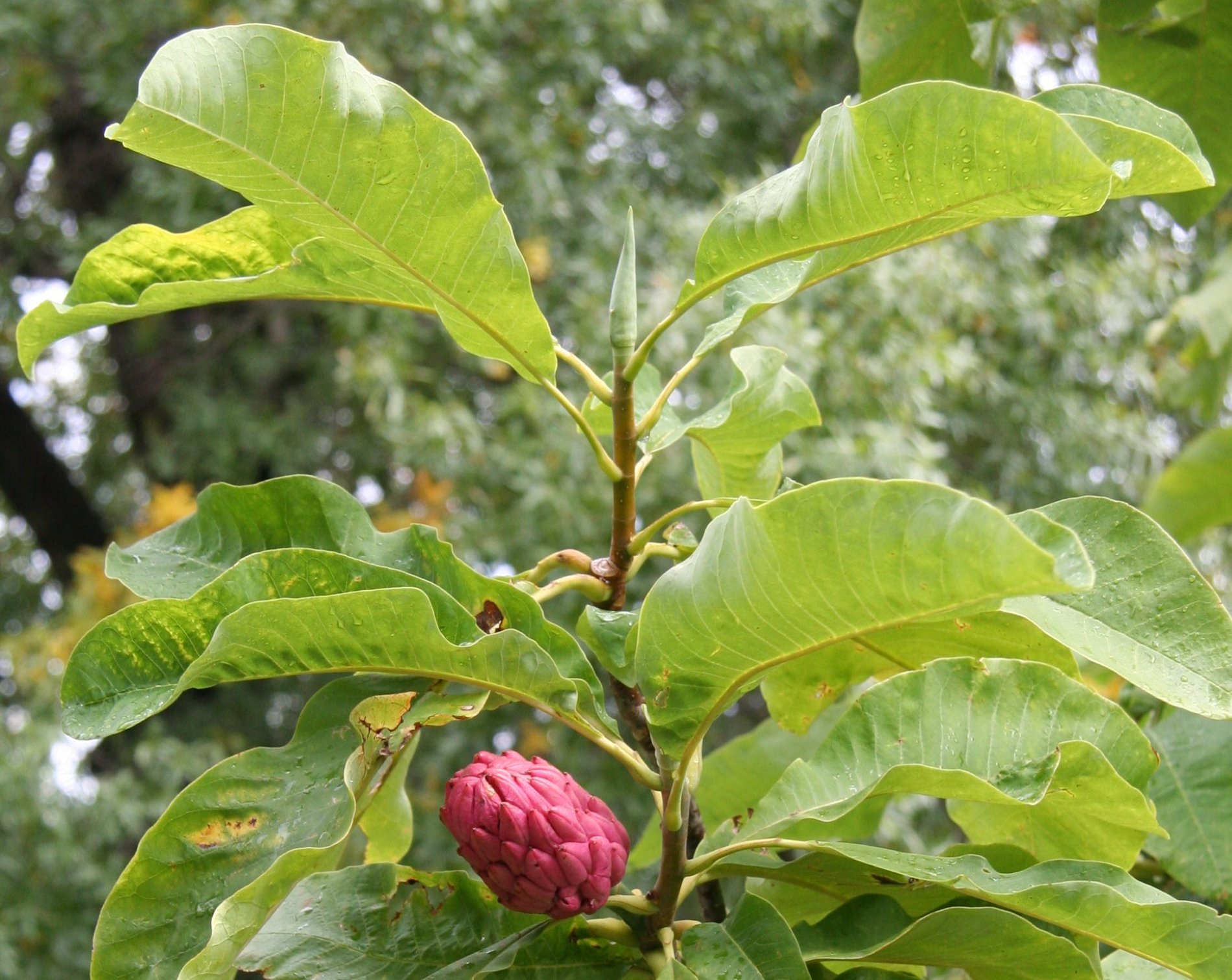
Termése